# Dolinka Szatania

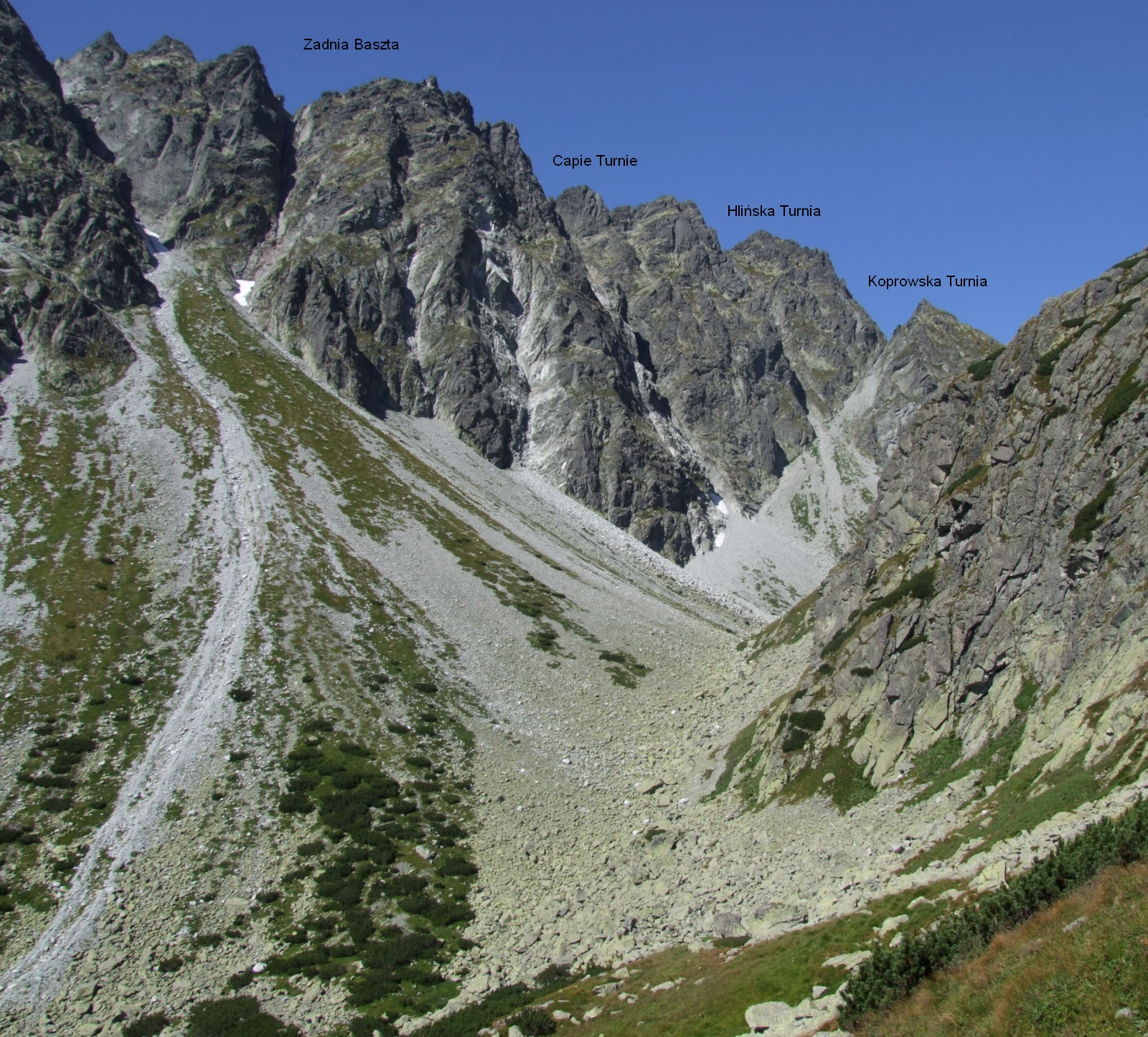
Dolna część Dolinki Szataniej ze stożkiem piargowym

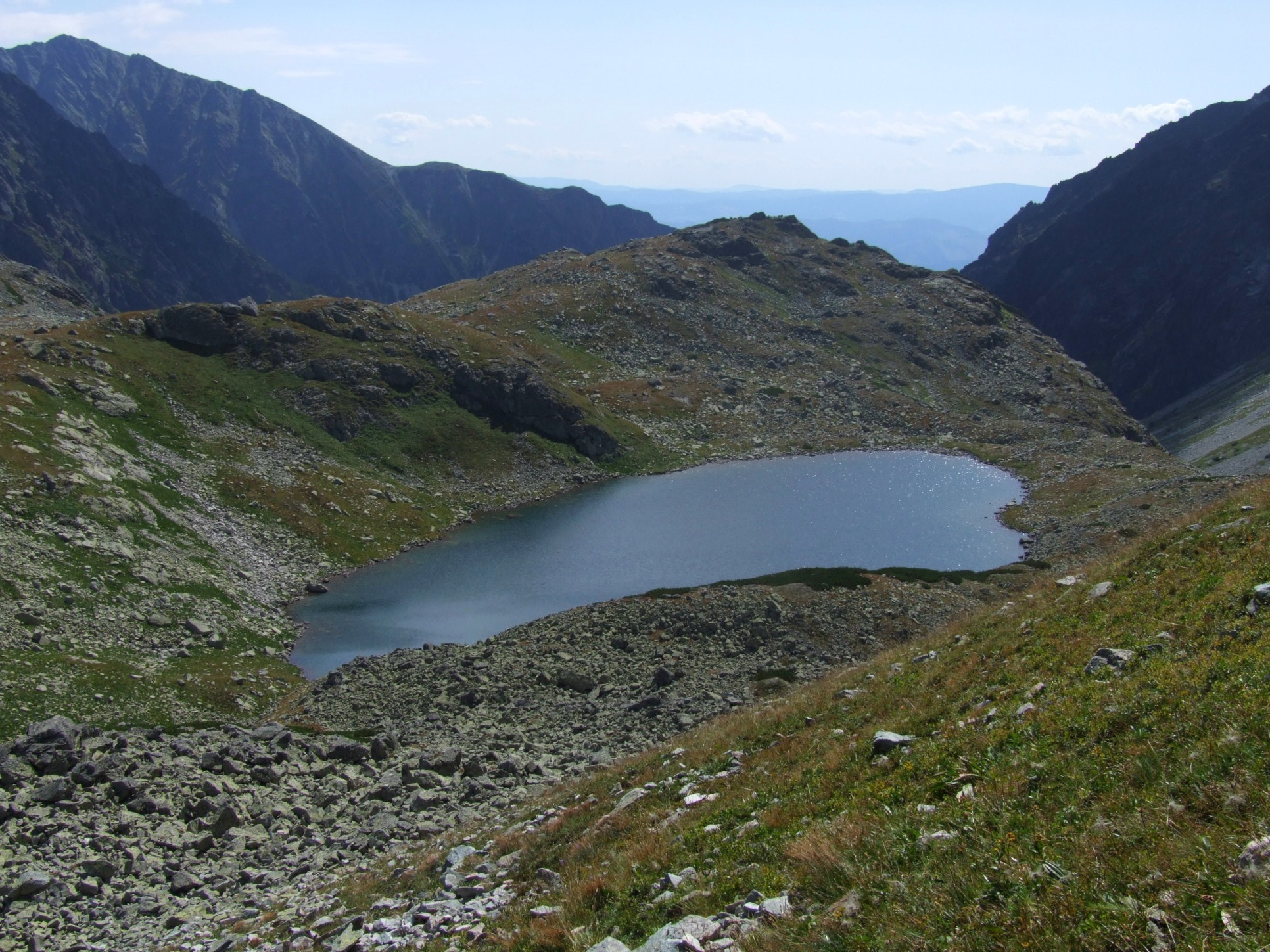
Mały Hińczowy Staw w Dolince Szataniej

Dolinka Szatania (słow. Satania dolinka) – niewielka tatrzańska dolinka będąca zachodnią odnogą Doliny Mięguszowieckiej (Mengusovská dolina) w słowackich Tatrach Wysokich. Znajduje się w bruździe pochodzenia tektonicznego. „Szatańskie” nazewnictwo w tej części Doliny Mięguszowieckiej wywodzi się od ludowych podań. Według jednego z podań w tej okolicy ukryte były skarby, jednak szatan nie pozwolił ich szukać, strącając na poszukiwaczy skarbów kamienie. Z przekazów historycznych wiadomo, że w XVIII w. istotnie byli tu poszukiwacze skarbów. Winę za spadające ze stromych urwisk Grani Baszt kamienie i niepowodzenie w poszukiwaniach zrzucili oni na szatana.

## Topografia
Dolinka Szatania uchodzi do głównej doliny na wysokości około 1580 m. Zachodnie ograniczenie dolinki tworzy grań od Wyżniej Koprowej Przełęczy do Pośredniej Baszty, południowe Szeroki Żleb i jego stożek piargowy. Stożkiem tym o wysokości ok. 300 m interesował się już w 1890 geograf Antoni Rehman. Od północy, północnego wschodu i wschodu dolinkę ogranicza grzbiet wyrastający około 100 m na północ od Wyżniej Koprowej Przełęczy z Koprowej Kopy. Początkowo ma on postać bardzo niewybitnej grzędy, niżej przekształcającej się w mało stromy, szeroki, trawiasty i poprzetykany skałkami wał. Na wysokości około 2020 m jest w nim przełączka. Po jej północnej stronie znajdują się dwa stawki, które nie były opisane ani nawet wzmiankowane przez żadnego z tatrologów. Po raz pierwszy opisał je Władysław Cywiński w 15 tomie przewodnika wspinaczkowego Grań Baszt. Dolny z nich znajduje się na wysokości około 2010 m, i ma wymiary 15 × 10 m, górny 10 × 8 m. Prawdopodobnie są to stawki stałe. Pomiędzy nimi na trawiastym terenie znajduje się olbrzymi blok skalny z pionową ścianą o wysokości około 5 m. Na południowy wschód od przełączki znajduje się Hińczowa Kopka wznosząca się na wysokość około 2040 m. Jest jedynym nazwanym wzniesieniem w wale tworzącym północne, północno-wschodnie i wschodnie ograniczenie Dolinki Szataniej.
Kilkaset metrów na południowy wschód od Hińczowej Kopki znajdują się dwa Szatanie Stawki (Satanie plieska), hydrologicznie nie mające nic wspólnego z Dolinką Szatanią. Natomiast w górnej części Dolinki Szataniej znajduje się Mały Hińczowy Staw. Jego nazwa jest błędna, nie znajduje się on bowiem w Dolinie Hińczowej, lecz w Dolince Szataniej. Ze stawu tego wypływa Szatani Potok, w niektórych miejscach płynący podziemnie.
Środkowa część Dolinki Szataniej pod ścianą Zadniej Baszty jest na długości około 300 m zupełnie pozioma i bezwodna. Porastają ją tylko minimalne ilości traw i kosodrzewiny, przyczyną tego są obrywy z Zadniej Baszty. Woda pojawia się znowu w najniższej części Dolinki Szataniej, oddzielonym od koryta Hińczowego Potoku porośniętym kosodrzewiną wałem moreny bocznej o długości około 300 m.

## Problemy z granicami Dolinki Szataniej i Hińczowej
Wszyscy dotychczasowi tatrolodzy dość niefrasobliwie traktowali te dolinki. Witold Henryk Paryski w kolejnych swoich dziełach zmieniał ich lokalizację. W 5 tomie przewodnika wspinaczkowego (1954 r.) podawał, że ściany Baszt opadają do Doliny Hińczowej, w 10 tomie (1962 r.) te same ściany opadają do Dolinki Szataniej. W Wielkiej encyklopedii tatrzańskiej częściowo wrócił do błędnej wersji z tomu 5. W encyklopedii tej Diabla Turnia wznosi się nad Doliną Hińczową, a Szatani Żleb opada do Doliny Mięguszowieckiej. Dolinkę Szatanią traktuje jako odnogę Doliny Hińczowej, w innym miejscu jako odnogę Doliny Mięguszowickiej. Również Ivan Bohuš jest niekonsekwentny. W swoim dziele na str. 264 podaje błędną informację, że Hincová kotlina sięga po Hlińską Turnię, ale Mały Hińczowy Staw prawidłowo lokalizuje w Dolince Szataniej. U Arno Puškáša ściana Zadniej Baszty opada raz do Dolinki Szataniej, raz do Hincovej kotlinki.